# Raczki Wielkie
Raczki Wielkie – wieś w Polsce położona w województwie warmińsko-mazurskim, w powiecie oleckim, w gminie Olecko.
W latach 1975–1998 miejscowość administracyjnie należała do województwa suwalskiego.
Wieś czynszowa lokowana na prawie chełmińskim na 30 włókach w dniu 12 września 1566, ale prawdopodobnie istniała już sześć lat wcześniej. W przywileju lokacyjnym zapisano, że Krzysztof Glaubitz, starosta książęcy, sprzedał Marcinowi Raczkowi (od jego nazwiska wzięła się nazwa wsi) 3 włóki sołeckie i powierzył zadanie założenia wsi czynszowej. W 1600 roku mieszkali w Raczkach sami Polacy. W XVII wieku miejscowi chłopi mieli obowiązek odrabiania szarwarku w folwarku domenialnym w Sedrankach. Jednoklasowa szkoła powstała tu w roku 1830. Wieś należała do parafii Olecko, obwodu pocztowego w Krupinie oraz do sądowniczego okręgu w Ełku. W 1938 roku we wsi było 233 mieszkańców. W tym czasie wieś nosiła nazwę Gross-Retzken.
Część wsi - Raczki Małe - miała status wsi szlacheckiej (dane z 1800 r.). 
Zobacz też: Raczki, Raczki Elbląskie